# Atletica leggera ai Giochi della IX Olimpiade - 5000 metri piani

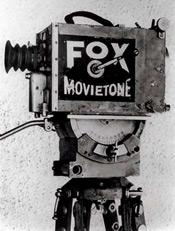
Video della Finale (durata: 1'42")

La competizione dei 5000 metri piani di atletica leggera ai Giochi della IX Olimpiade si tenne i giorni 31 luglio e 3 agosto 1928 allo Stadio Olimpico di Amsterdam.

## Risultati

### Turni eliminatori
| 3 Batterie | 31 luglio | 38 iscritti    | Si qualificano i primi 4. |
| Finale     | 3 agosto  | 12 concorrenti |                           |

### Batterie
| Pos. | Concorrente               | Nazione        | Tempo   |
| ---- | ------------------------- | -------------- | ------- |
| 1    | Leo Lermond               | Stati Uniti    | 15'02"6 |
| 2    | Staņislavs Petkevičs      | Lettonia       | 15'03"0 |
| 3    | Eino Purje                | Finlandia      | 15'03"6 |
| 4    | Ragnar Magnusson          | Svezia         | 15'03"8 |
| 5    | Wally Beavers             | Gran Bretagna  |         |
| 6    | Carl Axel Holger Petersen | Danimarca      | 15'13"0 |
| 7    | Frederick Light           | Gran Bretagna  |         |
| 8    | Lucien Duquesne           | Francia        |         |
| 9    | Seghir Beddari            | Francia        |         |
| -    | Ciro Chapa                | Messico        | Rit.    |
| -    | Charles Haworth           | Stati Uniti    | Rit.    |
| -    | Karel Nedobitý            | Cecoslovacchia | Rit.    |
| -    | Billy Kibblewhite         | Canada         | Rit.    |
| -    | Nol Wolf                  | Paesi Bassi    | Rit.    |
| -    | Julien Serwy              | Belgio         | Rit.    |

| Pos. | Concorrente      | Nazione        | Tempo   |
| ---- | ---------------- | -------------- | ------- |
| 1    | Nils Eklöf       | Svezia         | 15'07"4 |
| 2    | Ville Ritola     | Finlandia      | 15'10"8 |
| 3    | Armas Kinnunen   | Finlandia      | 15'10"8 |
| 4    | Brian Oddie      | Gran Bretagna  | 15'16"0 |
| 5    | Jesús Oyarbide   | Spagna         | 15'22"0 |
| 6    | Roger Pelé       | Francia        |         |
| 7    | Willi Boltze     | Germania       | 15'33"0 |
| 8    | Jozef Koščak     | Cecoslovacchia | 15'42"0 |
| 9    | Andreas Paouris  | Grecia         |         |
| 10   | Julius Petraitis | Lituania       |         |
| 11   | Dave Abbott      | Stati Uniti    |         |
| -    | Art Keay         | Canada         | Rit.    |
| -    | George Hyde      | Australia      | Rit.    |
| -    | Pieter Gerbrands | Paesi Bassi    | Rit.    |

| Pos. | Concorrente     | Nazione          | Tempo   |
| ---- | --------------- | ---------------- | ------- |
| 1    | Macauley Smith  | Stati Uniti      | 15'04"0 |
| 2    | Edvin Wide      | Svezia           | 15'05"0 |
| 3    | Bert Johnston   | Gran Bretagna    | 15'06"3 |
| 4    | Paavo Nurmi     | Finlandia        | 15'08"0 |
| 5    | Otto Kohn       | Germania         |         |
| 6    | Arie Klaase     | Paesi Bassi      |         |
| 7    | Arturo Peña     | Spagna           | 15'45"0 |
| 8    | Vincent Callard | Canada           |         |
| -    | Gurbachan Singh | India Britannica | Rit.    |

### Finale
È l'occasione per Ritola di ottenere la rivincita da Nurmi, che l'ha sconfitto sui 10.000

Ritola studia l'avversario per tutta la gara e lo infila prima del rettilineo finale, vincendo con 12 metri di vantaggio.
È ufficializzato solo il tempo del primo classificato.
| Pos.    | Atleta               | Età | Nazione       | Tempo ufficiale | Tempo ufficioso |
| ------- | -------------------- | --- | ------------- | --------------- | --------------- |
| Oro     | Ville Ritola         | 32  | Finlandia     | 14'38"0         |                 |
| Argento | Paavo Nurmi          | 31  | Finlandia     |                 | 14'40"0         |
| Bronzo  | Edvin Wide           | 32  | Svezia        |                 | 14'41"2         |
| 4       | Leo Lermond          | 22  | Stati Uniti   |                 | 14'50"0         |
| 5       | Ragnar Magnusson     | 27  | Svezia        |                 | 14'59"6         |
| 6       | Armas Kinnunen       | 28  | Finlandia     |                 | 15'02"0         |
| 7       | Staņislavs Petkevičs | 20  | Lettonia      | Non disponibile | Non disponibile |
| 8       | Bert Johnston        | 26  | Gran Bretagna | n/d             | n/d             |
| 9       | Brian Oddie          | 23  | Gran Bretagna | n/d             | n/d             |
| 10      | Macauley Smith       | 23  | Stati Uniti   | n/d             | n/d             |
| -       | Nils Eklöf           | 24  | Svezia        | Ritirato        | Ritirato        |
| -       | Eino Purje           | 28  | Finlandia     | Rit.            | Rit.            |